# Dominikanerinnenkloster Regensburg

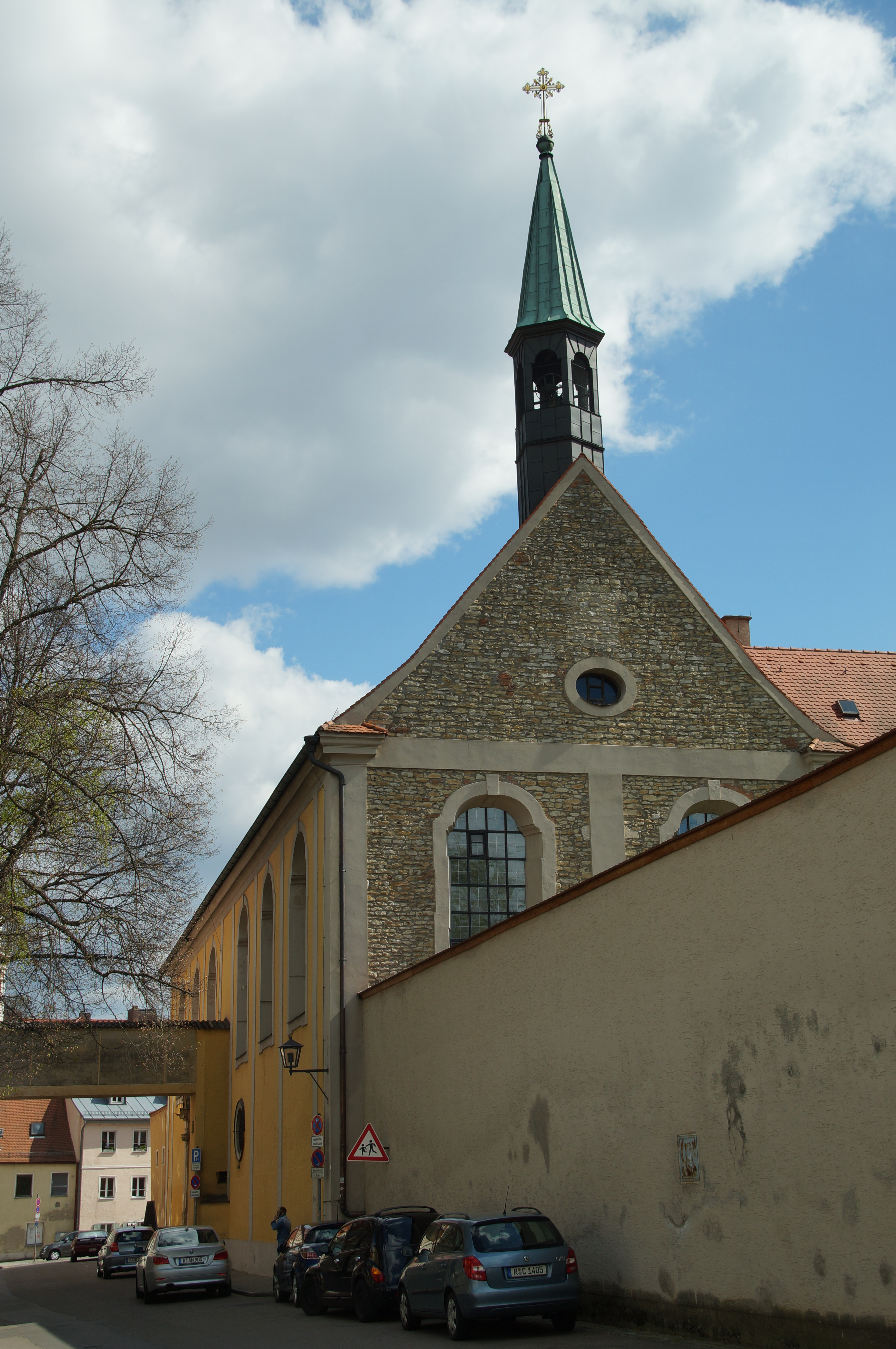
Heilig-Kreuz-Kirche

Das Dominikanerinnenkloster Regensburg ist ein Kloster der Dominikanerinnen in Regensburg in Bayern in der Diözese Regensburg.

## Geschichte
Das dem Heiligen Kreuz geweihte Kloster wurde 1233 gegründet und im Zuge der Säkularisation nicht aufgehoben. Es entging der Aufhebung 1803 durch die Gründung einer Mädchenschule und besteht bis heute.

## Gründungen in Amerika
1853 entsandte die Priorin Mutter Maria Benedicta Bauer Schwestern nach Amerika. Insgesamt gibt es heute 12 amerikanische Kongregationen, deren Ursprung das Dominikanerinnenkloster Heilig Kreuz in Regensburg ist.